# St. Helens (Merseyside)
St. Helens (eller The Metropolitan Borough of St Helens) er by og en storbykommune, der ligger i Merseyside i det nordvestlige England.

## Områder i kommunen
Kommunen blev oprettet i 1974. St. Helens er den største by. De øvrige større bebyggelser hedder Newton-le-Willows, Earlestown, Haydock, Rainhill, Eccleston, Clock Face, Billinge og Rainford.

## Indbyggertal
Kommunen havde 175.400 indbyggere i 2011, heraf boede flertallet (lidt over 100.000) i byen St. Helens.
53°27′15″N 2°44′46″V / 53.4541°N 2.7461°V